# Poręba Mrzygłodzka
Poręba (Mrzygłodzka) (dawn. alt. Poręba Mrzygłodzka II) – dawna wieś, historyczna część miasta Poręba w Polsce, w województwie śląskim, w powiecie zawierciańskim. Do 1957 samodzielna miejscowość, posiadająca w latach 1933–54 odrębną administrację gromadzką jako Poręba Mrzygłodzka II.
Poręba stanowi środkowy odcinek głównego ciągu komunikacyjnego Poręby wzdłuż ulicy Wojska Polskiego. Zajmuje obszar na północnym brzegu Czarnej Przemszy, prostopadle do Jeziora Poręba II. Historia wsi Poręba jest odrębna od historii osiedla fabrycznego Poręba na południowym brzegu rzeki, związanego administracyjnie z Nową Wsią, które to dało początek osiedlu/miastu Poręba (wieś Poręba została włączona do niego później).

## Historia
Poręba (Mrzygłodzka) to dawna wieś, od 1867 w gminie Poręba Mrzygłodzka. W latach 1867–1926 należała do powiatu będzińskiego, a od 1927 do zawierciańskiego. W II RP przynależała do woj. kieleckiego. 31 października 1933 gminę Poręba Mrzygłodzka podzielono na dziewięć gromad; wieś Poręba (od mostu Czarna Przemsza) wraz z pustkowiem Podcienie, kolonią Poręba-Górka, kolonią Poręba-Koniec, kolonią Poręba-Zastawie oraz kopalnią Zygmunt utworzyły gromadę o nazwie Poręba Mrzygłodzka II w gminie Poręba Mrzygłodzka.
Podczas II wojny światowej włączona do III Rzeszy. Po wojnie gmina Poręba przez bardzo krótki czas zachowała przynależność administracyjną, lecz już 18 sierpnia 1945 roku została wraz z całym powiatem zawierciańskim przyłączona do woj. śląskiego.
W związku z reformą znoszącą gminy jesienią 1954 roku, dotychczasowe gromady Poręba Mrzygłodzka II (wieś Poręba) i Poręba Mrzygłodzka III (Kierszula) ustanowiły nową gromadę Poręba II.
1 stycznia 1958 gromadę Poręba II zniesiono, a jej obszar włączono do utworzonego rok wcześniej osiedla Poręba I (z gromad Dziechciarze, Krzemienda, Krawce i Poręba I), którego nazwę zmieniono równocześnie na Poręba; w związku tym wieś Poręba utraciła swoją samodzielność.
1 stycznia 1973 osiedle Poręba otrzymało status miasta, w związku z czym Kierszula stała się obszarem miejskim. 27 maja 1975 całą Porębę włączono do Zawiercia. 1 października 1982 Poręba odzyskała samodzielność, a dawna wieś Poręba stała się ponownie jej częścią.